# القاضي دريد (شخصية خيالية)
القاضي دريد هو شخصية خيالية من إبتكار جون فاغنر وكارلوس إيزكيرا، ظهر لأول مرة في مجلات القصص المصورة في عام 1977.